# Agrostis trinervata
Agrostis trinervata é uma espécie de gramínea do gênero Agrostis, pertencente à família Poaceae.